# Wyspy Świętego Tomasza i Książęca

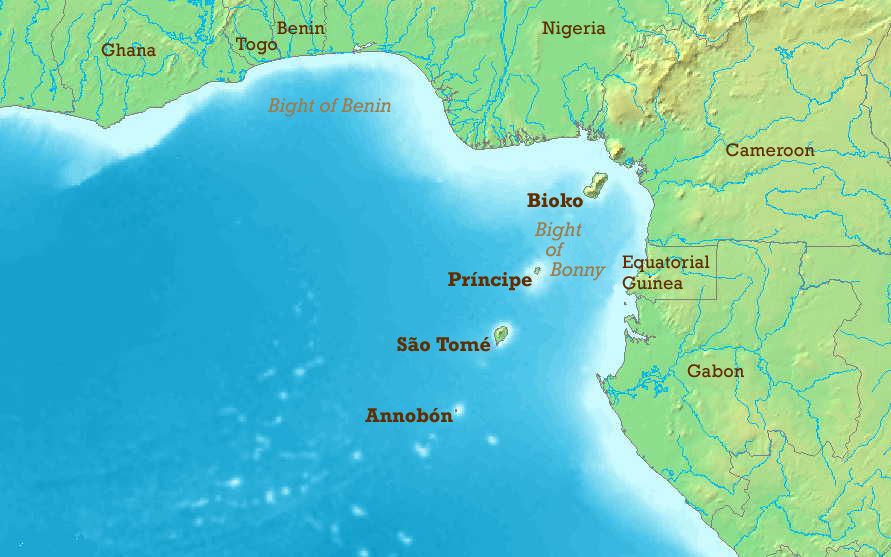
Położenie Wysp Świętego Tomasza i Książęcej

Wyspy Świętego Tomasza i Książęca (port. República Democrática de São Tomé e Príncipe) – państwo w Zatoce Gwinejskiej na północ od równika, składające się z pięciu wysp, z których trzy są zamieszkane.

## Ustrój polityczny
Zobacz więcej: Ustrój polityczny Wysp Świętego Tomasza i Książęcej, Podział administracyjny Wysp Świętego Tomasza i Książęcej
W 1990 roku Wyspy stały się republiką demokratyczną, na czele której stoi prezydent, wybierany w wyborach powszechnych na 5-letnią kadencję. Parlament jednoizbowy Zgromadzenie Narodowe (Assembleia Nacional), 55 osobowy, o uprawnieniach ustawodawczych i kontrolnych. Władzę wykonawczą sprawuje prezydent z rządem, na którego czele stoi premier.

## Geografia
Wyspy Świętego Tomasza i Książęca znajdują się na Oceanie Atlantyckim w Zatoce Gwinejskiej na północny wschód od punktu, w którym równik przecina się z południkiem zerowym. W jego skład wchodzą dwie główne wyspy, od których wzięła się nazwa kraju, a które leżą od siebie w odległości około 150 km. Są to Wyspa Świętego Tomasza – 859 km² i Wyspa Książęca – 142 km². Ponadto do tej niewielkiej republiki należą także małe wysepki Pedras Tinhosas i Ilhéu das Rolas (leżąca na równiku).
Wyspy są pochodzenia wulkanicznego, dosyć wysokie o górzystej powierzchni. Klimat tropikalny. Językiem urzędowym jest język portugalski, mieszkańcy używają także innych języków lokalnych. Walutą tego kraju jest dobra, która dzieli się na 100 centymów.
Państwo dzieli się na dwie prowincje obejmujące każda jedną z głównych wysp. Stolicą jest położone na Wyspie Świętego Tomasza miasto São Tomé.

## Historia
Przed przybyciem Portugalczyków wyspy były bezludne. Zostały odkryte w 1471 roku (João de Santarém i Pero de Escobar) a około 1483 roku przybywali tu pierwsi portugalscy osadnicy. Od 1522 roku kolonia portugalska. Do połowy XVI wieku wyspy stały się dużym ośrodkiem plantacji trzciny cukrowej. Do pracy na nich sprowadzano niewolników z zachodniej Afryki. Od 1951 roku prowincja zamorska Portugalii. W latach 60. powstał ruch niepodległościowy. W 1973 roku region otrzymał autonomię, a dwa lata później niepodległość.
Władzę na niepodległych wyspach objął marksistowski Ruch Wyzwolenia Wysp Świętego Tomasza i Książęcej (MLSTP). Prezydentem został Manuel Pinto da Costa. Rządząca partia prowadziła program reform socjalistycznych, który objął nacjonalizację plantacji. W 1985 roku doszło do załamania gospodarczego. Krach spowodował zmianę postawy rządzących. Bliskie stosunki z blokiem wschodnim zastąpiono współpracą z Portugalią i Francją, a w gospodarce przyjęto wolny rynek. W 1990 roku wprowadzono konstytucję gwarantującą system wielopartyjny. W październiku partia rządząca odeszła od ideologii marksistowskiej i zmieniła nazwę na Ruch Wyzwolenia Wysp Świętego Tomasza i Książęcej - Partia Socjaldemokratyczna (MLTSP - PSD). W pierwszych wielopartyjnych wyborach parlamentarnych 21 stycznia 1991 zwycięstwo uzyskała Partia Konwergencji Demokratycznej. Na czele rządu stanął Daniel Daio. Prezydentem został kandydat niezależny Miguel Trovoada. W przedterminowych wyborach z 1994 roku MLTSP-PSD powróciła do władzy. Wybory prezydenckie z 2001 roku wygrał Fradique de Menezes z opozycji. W 2002 roku rządząca formacja utworzyła rząd z partiami opozycyjnymi. W latach 1995 i 2003, doszło do zamachów stanu armii, w wyniku których władzę na krótko przejmowali oficerowie, szybko jednak ustępowali pod międzynarodową presją.
W 2011 roku do władzy jako kandydat niezależny powrócił Manuel Pinto da Costa. Jego głównym rywalem był Evaristo Carvalho, były premier oraz przewodniczący Zgromadzenia Narodowego. W pierwszej turze głosowania 17 lipca 2011 Pinto da Costa zajął pierwsze miejsce, zdobywając 35,62% głosów poparcia, podczas gdy Carvalho uzyskał 21,79% głosów. W drugiej turze wyborów 7 sierpnia 2011 pokonał Carvalho, zdobywając 52,88% głosów. Urząd szefa państwa objął 3 września 2011.

## Gospodarka
Główny sektor gospodarki stanowi rolnictwo oparte przede wszystkim na plantacyjnej uprawie kakaowca. Inne rośliny uprawne to m.in. kawowiec, palma kokosowa i olejowa, banany, wanilia, cynamonowiec oraz maniok. Główną rolę odgrywa przemysł spożywczy i drzewny; w kraju działają też zakłady produkujące mydło.

### Emisja gazów cieplarnianych
Emisje gazów cieplarnianych z Wysp Świętego Tomasza i Książęcej dotyczą głównie metanu i dwutlenku węgla. W latach 90. XX w. i na początku XXI w. ich poziom był podobny. W tym czasie emisje obu tych gazów – jak również podtlenku azotu – rosły, przy czym emisje dwutlenku węgla rosną szybciej i to one stały się dominujące. Wzrost emisji dwutlenku węgla jest nieregularny. Odpowiada za niego głównie wzrost emisji z energetyki i transportu. Emisja równoważnika dwutlenku węgla wyniosła w 1990 roku 0,092 Mt, z czego 0,047 Mt stanowił dwutlenek węgla. W przeliczeniu na mieszkańca emisja wyniosła wówczas 410 kg dwutlenku węgla, a w przeliczeniu na tysiąc dolarów amerykańskich PKB – 199 kg. W 2018 emisja dwutlenku węgla pochodzenia kopalnego wyniosła 0,150 Mt, a w przeliczeniu na mieszkańca 720 kg i w przeliczeniu na tysiąc dolarów PKB – 235 kg.

## Demografia
Wyspy zamieszkuje około 201 tys. osób. Częstym zjawiskiem są migracje zarobkowe ludności. Zdecydowana większość ludności zamieszkuje Wyspę Świętego Tomasza. Ludność chrześcijańska, wśród której przeważają katolicy, stanowi większość. Ludność czarna pochodzenia afrykańskiego przywieziona na wyspy przez Portugalczyków stanowi 95%, Kreole stanowią 4%, a ludność pochodzenia europejskiego głównie portugalskiego – 1%.
| Grupa etniczna     | Język                  | Liczebność w tys. | Procent ludności |
| ------------------ | ---------------------- | ----------------- | ---------------- |
| Mestico            | Język saotomense       | 187               | 89,5%            |
| Angolar            | Język kreolski angolar | 7,7               | 3,7%             |
| Cape Verdean       | Język kreolski         | 6,0               | 2,9%             |
| Fangowie           | Język fang             | 2,5               | 1,2%             |
| Principense Kreole | język principense      | 2,4               | 1,1%             |

Struktura religijna kraju:
- katolicyzm – 55,7%  Osobny artykuł: Diecezja Wysp Świętego Tomasza i Książęcej.
- brak religii – 21,2%
- zielonoświątkowcy (Zbory Boże – 3,4%, Kościół Mana – 2,3%, Uniwersalny Kościół Królestwa Bożego – 2%)
- adwentyści dnia siódmego – 4,1%
- Kościół Nowoapostolski – 2,9%
- Świadkowie Jehowy – 1,2%  Osobny artykuł: Świadkowie Jehowy na Wyspach Świętego Tomasza i Książęcej.
- inne religie – 6,2%.
- niezadeklarowani – 1%.